# Steve Downing
Steve Downing (Indianapolis, 9 settembre 1950) è un ex cestista statunitense, professionista nella NBA.

## Carriera
Venne selezionato dai Boston Celtics al primo giro del Draft NBA 1973 (17ª scelta assoluta).

## Palmarès
- Campionato NBA: 1

Boston Celtics: 1974